# Ruyschia tremadena
Ruyschia tremadena là một loài thực vật có hoa trong họ Marcgraviaceae. Loài này được (Ernst) Lundell miêu tả khoa học đầu tiên năm 1941.